# Beljina (okręg morawicki)
Beljina (cyr. Бељина) – wieś w Serbii, w okręgu morawickim, w mieście Čačak. W 2011 roku liczyła 1085 mieszkańców.